# Mohamed Ali Ganzoui
Mohamed Ali Ganzoui, né le 3 octobre 1944 à Haïdra, est un homme politique tunisien. Il a effectué sa carrière au sein des services de sécurité tunisiens.
Licencié en sciences économiques de la faculté des sciences politiques et économiques de Tunis, il est également diplômé de l'École nationale supérieure de la Police de Saint-Cyr-au-Mont-d'Or près de Lyon.
Commissaire de police puis chef du district de Tunis dès 1988, il devient directeur général de la sûreté en 1989 puis directeur général des services spéciaux en 1990 ; il mène à ce titre la répression contre les islamistes en 1990-1991.
Il est nommé secrétaire d'État auprès du ministre de l'Intérieur chargé de la sûreté nationale le 24 janvier 1995, avant d'être démis de ses fonctions à la suite de l'attentat de la Ghriba en 2002. Nommé ambassadeur à Damas, il retrouve son poste le 21 novembre 2005, avant d'être à nouveau remplacé le 5 juin 2006. Il est alors envoyé comme ambassadeur de Tunisie à Malte.
Il est accusé par divers opposants politiques d'être le commanditaire de plusieurs actes de torture et de mauvais traitements sur des prisonniers. En 2011, un mandat de dépôt est émis à son encontre sur l'accusation de torture. Le 29 novembre de cette même année, la chambre correctionnelle du tribunal militaire permanent de première instance de Tunis le condamne à quatre ans de prison dans le cadre de l'affaire de Barraket Essahel, peine ramenée à deux ans de prison en appel le 7 avril 2012. Il est libéré le 3 mai 2013.
Ganzoui est marié et père de Razi Ganzoui, ancien animateur sportif sur la chaîne publique Tunisie 7.